# GE Genesis
General Electric Genesis (marca registrada oficialmente GENESIS) es una serie de locomotoras diésel de pasajeros producidas por GE Transportation, entonces una subsidiaria de General Electric. Entre 1992 y 2001, se construyeron un total de 321 unidades para Amtrak, Metro-North y VIA Rail.
La serie de locomotoras Genesis fue diseñada por General Electric en respuesta a una especificación publicada por Amtrak y finalmente seleccionada sobre un diseño competidor presentado por Electro-Motive Diesel (EMD). La serie Genesis fueron las locomotoras diesel-eléctricas de gálibo más bajo en América del Norte hasta la introducción del cargador Siemens. Esta altura reducida permite que la locomotora viaje sin problemas a través de los túneles se sección ajustada del Corredor Noreste. La serie Genesis es más baja que la F40PH de la generación anterior en 35,6 cm.

## Diseño técnico

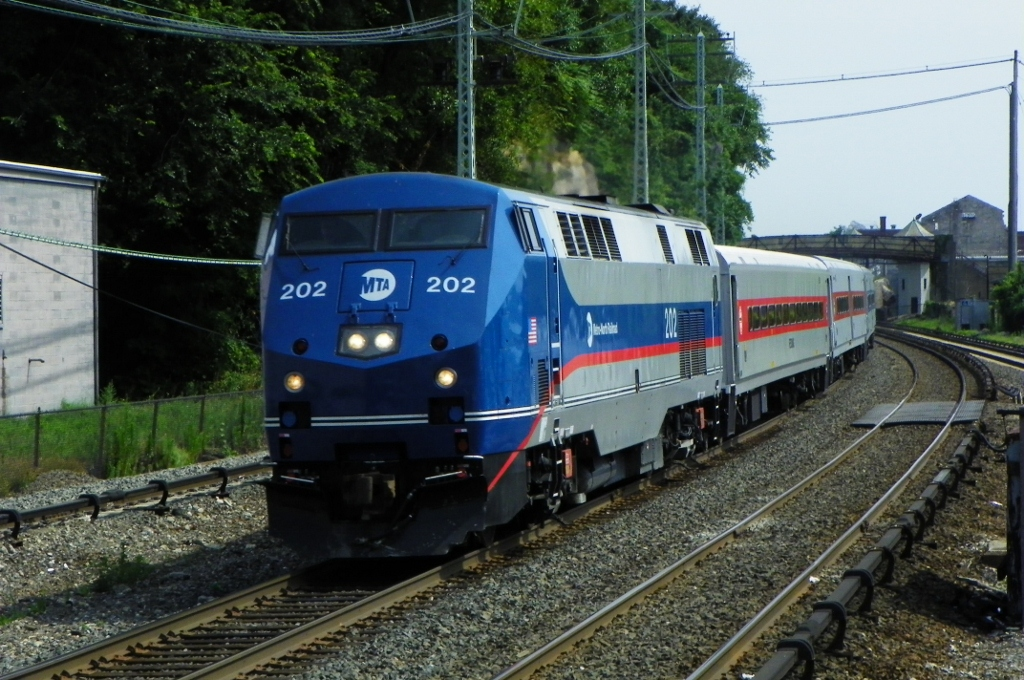
Metro-North P32AC-DM # 202 llega a la estación de Ossining en julio de 2010

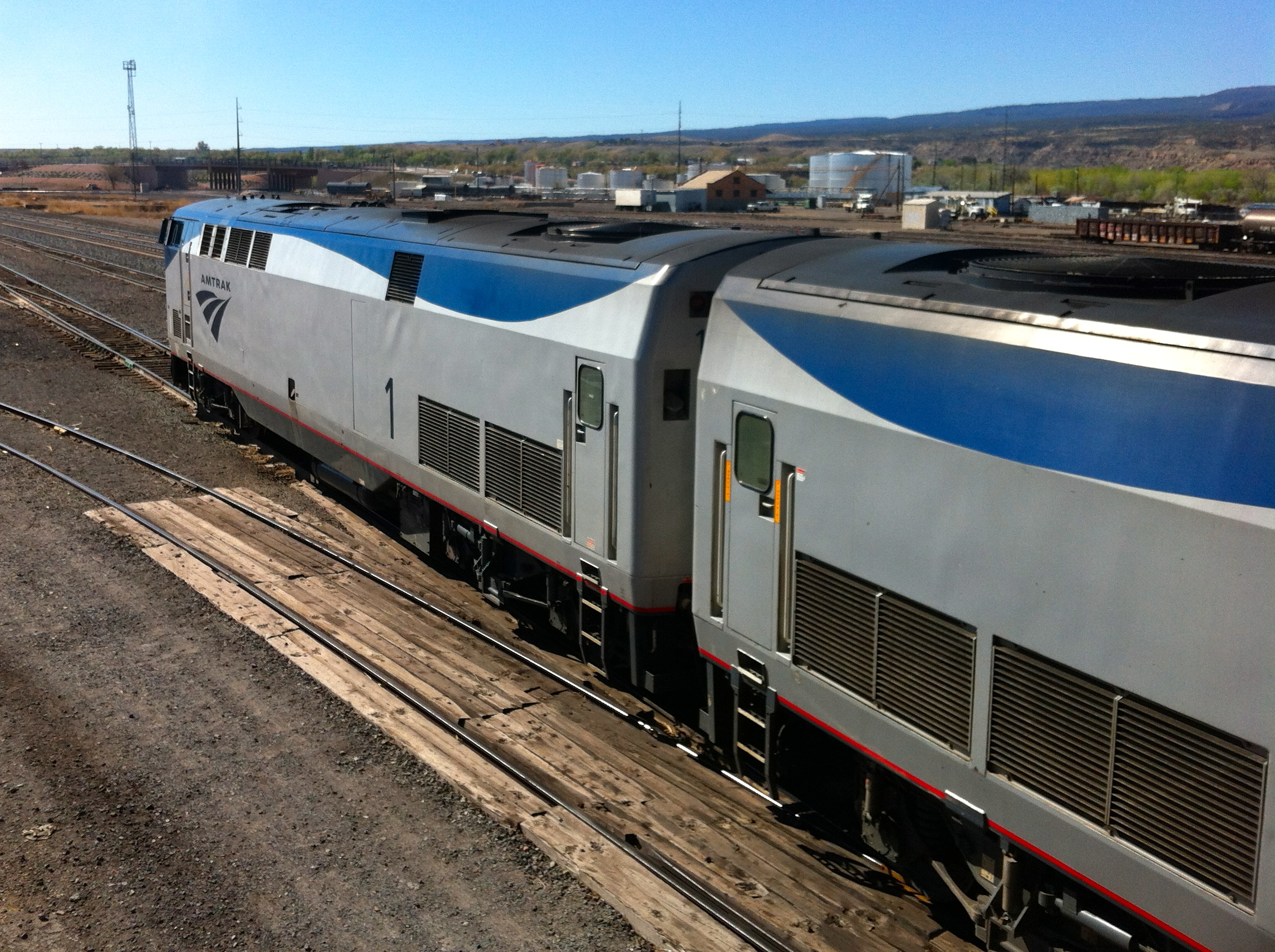
Amtrak P42DCs # 1 y # 56 tirando del California Zephyr en dirección este en Grand Junction, Colorado, abril de 2012.

La serie GE Genesis es la única entre las locomotoras de pasajeros norteamericanas de fabricación reciente que utiliza un diseño de carrocería monocasco, concebido por el diseñador industrial César Vergara, lo que la hace más ligera, más aerodinámica, y más eficiente en consumo de combustible que su predecesoras (F40PH, F59PH, P30CH y P32-BWH). Sin embargo, su mantenimiento y reparación es algo más costoso y lento. En 2004, Amtrak comenzó a instalar conos de punta atornillados en sus unidades para facilitar el reemplazo en caso de una colisión en un paso a nivel con un vehículo. Como ejemplo de las mejoras con respecto a las locomotoras predecesoras, la Genesis es un 22% más eficiente en el consumo de combustible que la F40PH y produce un 25% más de potencia. Además, todas las locomotoras Genesis tienen motores de cuatro tiempos en lugar de los motores de dos tiempos que se usaban anteriormente en las EMD equivalentes.
La unidad Genesis es una locomotora totalmente computarizada que controla automáticamente todas las funciones a bordo, lo que produce una alta fiabilidad y mantiene bajos los requisitos de mantenimiento. Por ejemplo, sus computadoras pueden reducir automáticamente el régimen del propulsor en el caso de que la locomotora se sobrecaliente o sufra de baja presión de aceite, baja presión de agua o flujo de aire reducido en las tomas, lo que la hace aún operativa.
Todos los motores de las Genesis pueden proporcionar potencia de cabecera (HEP) al tren, procedente de un alternador o inversor impulsado por el motor principal a una potencia máxima de 800 kilovatios (1087,7 CV), lo que hace que cada unidad sea capaz de proporcionar HEP para hasta 16 vagones Superliner. Los motores P40DC y P42DC pueden suministrar energía en la cabecera a 60 hertzios desde el alternador HEP con la velocidad del motor bloqueada a 900 rpm (modo normal) o desde el alternador de tracción con la velocidad del motor bloqueada a 720 rpm (modo de espera). En el último caso, la potencia de tracción no está disponible. La central eléctrica P32AC-DM no tiene que estar bloqueada a ciertas rpm porque utiliza un inversor HEP, que permite que el motor principal funcione a 1047 rpm cuando proporciona tanto potencia de tracción como HEP, y que funcione al ralentí a 620 rpm (o muesca tres) mientras sigue proporcionando HEP para iluminación y aire acondicionado cuando no suministra potencia de tracción.
Los bogies de las locomotoras Genesis fueron fabricados por Krupp Verkehrstechnik, que desde entonces ha sido absorbida por Siemens Mobility; los bogies de las locomotoras Genesis más nuevas llevan la marca Siemens.

## Modelos
General Electric construyó tres modelos de Genesis, las P40DC, P42DC y P32AC-DM.

### P40DC

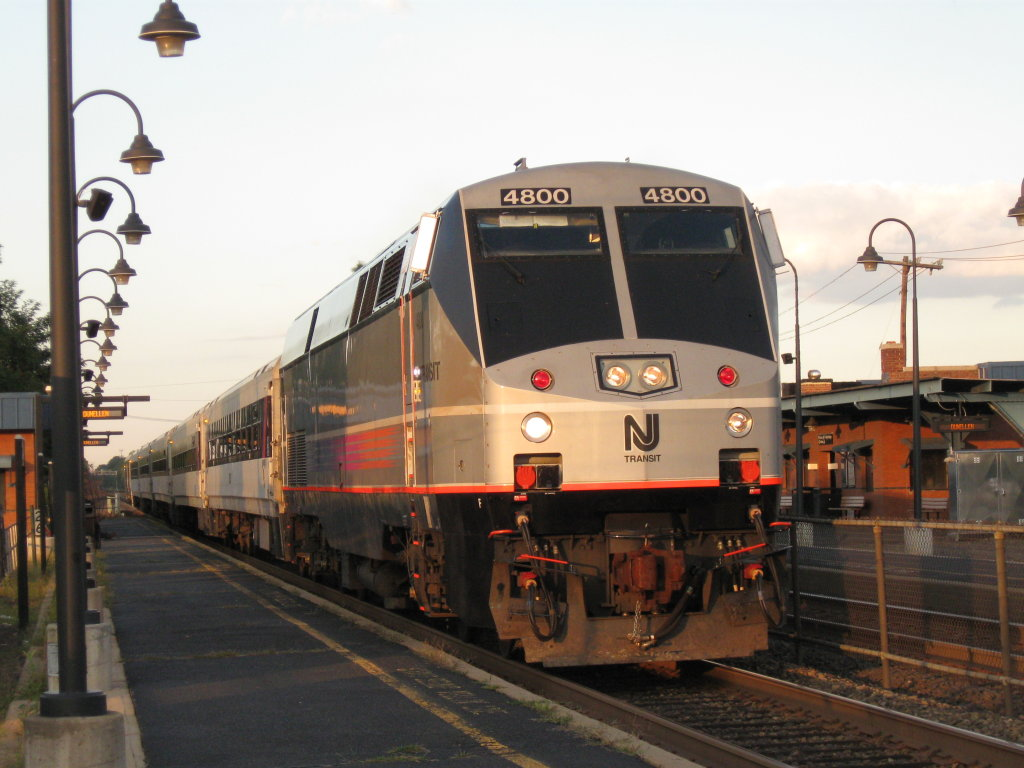
Tránsito de Nueva Jersey # 4800 en la línea Raritan Valley en 2008. Esta unidad se vendió a CDOT en 2015 y finalmente prestó servicio en la Shore Line East y en la línea de Hartford

La locomotora P40DC (GENESIS Serie I) o Dash 8-40BP (originalmente conocido como AMD-103 o Amtrak Monocoque Diesel - 103 MPH) es el primer modelo de la serie Genesis, construido en 1993. Opera con una configuración diesel-eléctrica que usa CC para alimentar los motores de tracción, produciendo 4000 caballos (4055,5 CV) a 1047 rpm. La potencia de salida de los motores de tracción es de 3550 HP (3599,2 CV) cuando se ejecuta en modo HEP (900 rpm), sin carga HEP. Los caballos de tracción en el modo HEP disminuyen a un mínimo de 2525 caballos (2560,0 CV) cuando se proporciona el máximo de 800 kW (1087,7 CV) de carga HEP al tren. El P40DC está diseñado para una velocidad máxima de 103 millas por hora (165,8 km/h). El modelo P40DC fue sucedido en 1996 por el P42DC.
Una característica exclusiva de los modelos P40DC y P32AC-DM es un soporte en la parte trasera de la locomotora que proporciona mayor visibilidad y capacidad de marcha atrás para el maquinista mientras realiza operaciones de marcha atrás. Cuando una unidad está en funcionamiento desde este soporte, su velocidad se limita a 10 mph (16,1 km/h) y un interruptor de hombre muerto protege contra el movimiento sin la presencia de un operador. Otra característica única del modelo P40DC original eran las dos luces estroboscópicas sobre la cabina y una luz de emergencia entre las luces estroboscópicas. Cuando se revisaron, se eliminaron estas características.
Tanto el P40DC como el P42DC permitieron a Amtrak operar trenes pesados de larga distancia con menos locomotoras en comparación con las locomotoras EMD F40PH más antiguas, de forma que dos máquinas P40DC podrían hacer el mismo trabajo que tres F40PH. Las entregas adicionales de la P42DC terminaron reemplazando a las P40DC. Se perdieron tres unidades en accidentes (la 819 en el choque de trenes de Big Bayou Canot de 1993 y la 807 y la 829 en el choque de trenes de 1999 en Bourbonnais, Illinois), que se desguazaron. Ocho fueron arrendadas y luego vendidas al Departamento de Transporte de Connecticut para la Shore Line East en 2005, y cuatro fueron remodeladas y vendidas al New Jersey Transit en 2007; que a su vez vendió sus unidades a ConnDOT en 2015. Las 29 unidades restantes quedaron fuera de servicio durante muchos años. 15 de estas unidades han sido reconstruidas con fondos de estímulo ARRA de 2009 y regresaron al servicio con la librea de la Fase V, excepto la 822, que se pintó con la librea de la Fase III Heritage para el 40.º aniversario de Amtrak. Las unidades que no fueron reconstruidas o vendidas se han eliminado.
En enero de 2018, ConnDOT adjudicó un contrato a Amtrak para revisar sus doce locomotoras P40DC en Beech Grove Shops. La primera unidad se completó a principios de 2021.

#### P40DC mejoradas y "Stimulus"

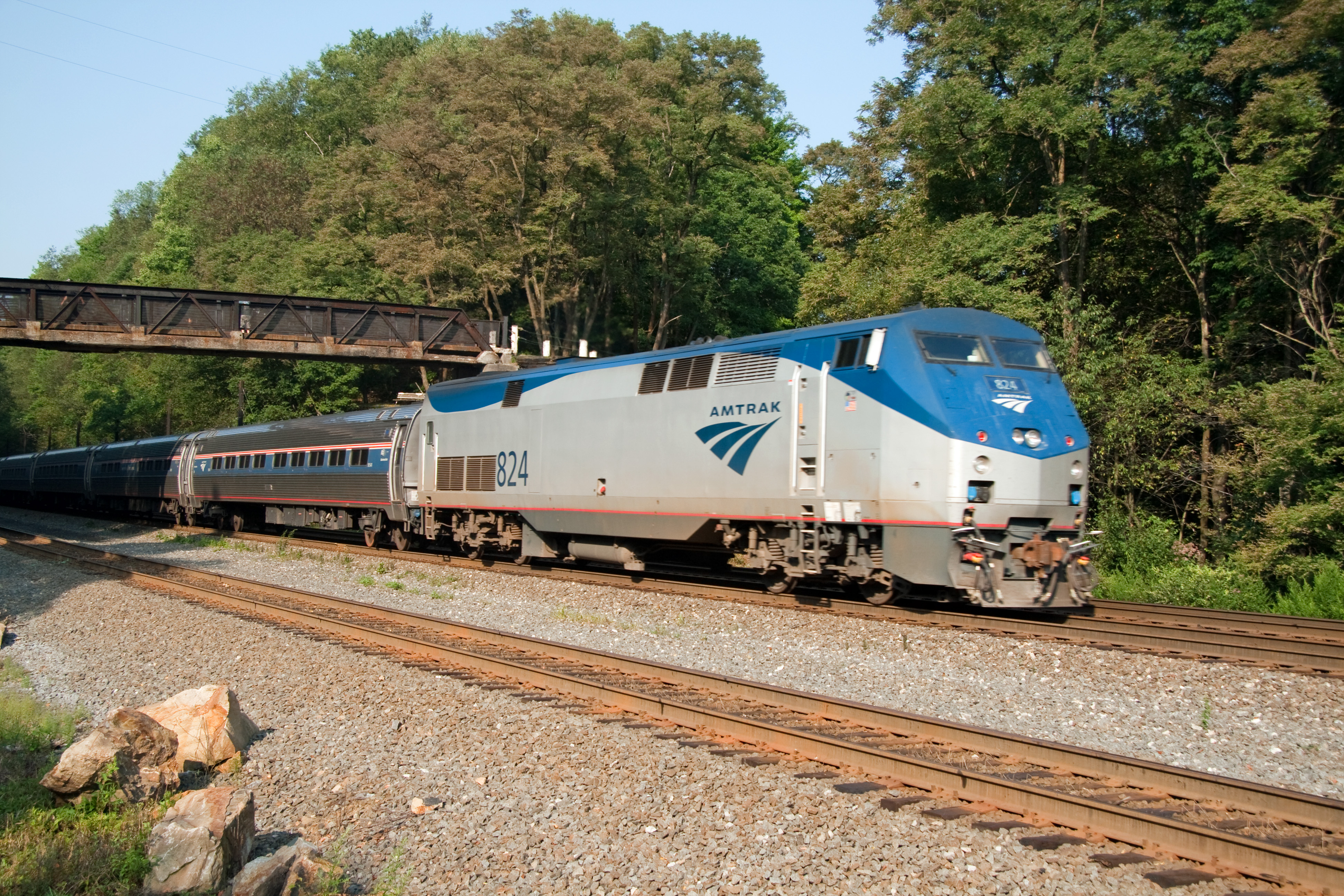
Amtrak P40DC # 824 en el Pennsylvanian. Esta P40DC es una de las quince P40DC de Amtrak que volvió a arrastrar trenes después de estar fuera de servicio durante catorce años

Para 2007, New Jersey Transit había actualizado sus unidades P40DC con motores primarios actualizados para igualar los 4250 caballos (4308,9 CV) de su sucesora, la P42DC. Esto se hizo reajustando la posición de los ejes intermedios dentro del motor primario.[cita requerida]

Amtrak ha devuelto al servicio 15 de sus unidades P40DC como parte de un proyecto financiado a través de la Ley de Recuperación y Reinversión Estadounidense de 2009. La primera de las unidades se volvió a poner en servicio en marzo de 2010 después de ser revisada en Beech Grove Shops. Fueron mejoradas como lo habían sido las unidades de NJT unos años antes para tener 4250 HP (4308,9 CV) y coincidir con la velocidad máxima del P42DC de 110 mph (177 km/h). También recibieron sistemas de señalización de cabina actualizados. Las locomotoras mejoradas todavía tienen frenos de aire mecánicos, lo que las hace más adecuadas para trenes que solo requieren una locomotora. Esto difiere de los frenos de aire electrónicos en las P42DC y P32AC-DM. También cuentan con una placa del constructor que indica que fueron reconstruidas bajo los auspicios del programa de estímulo TIGER.

### P42DC

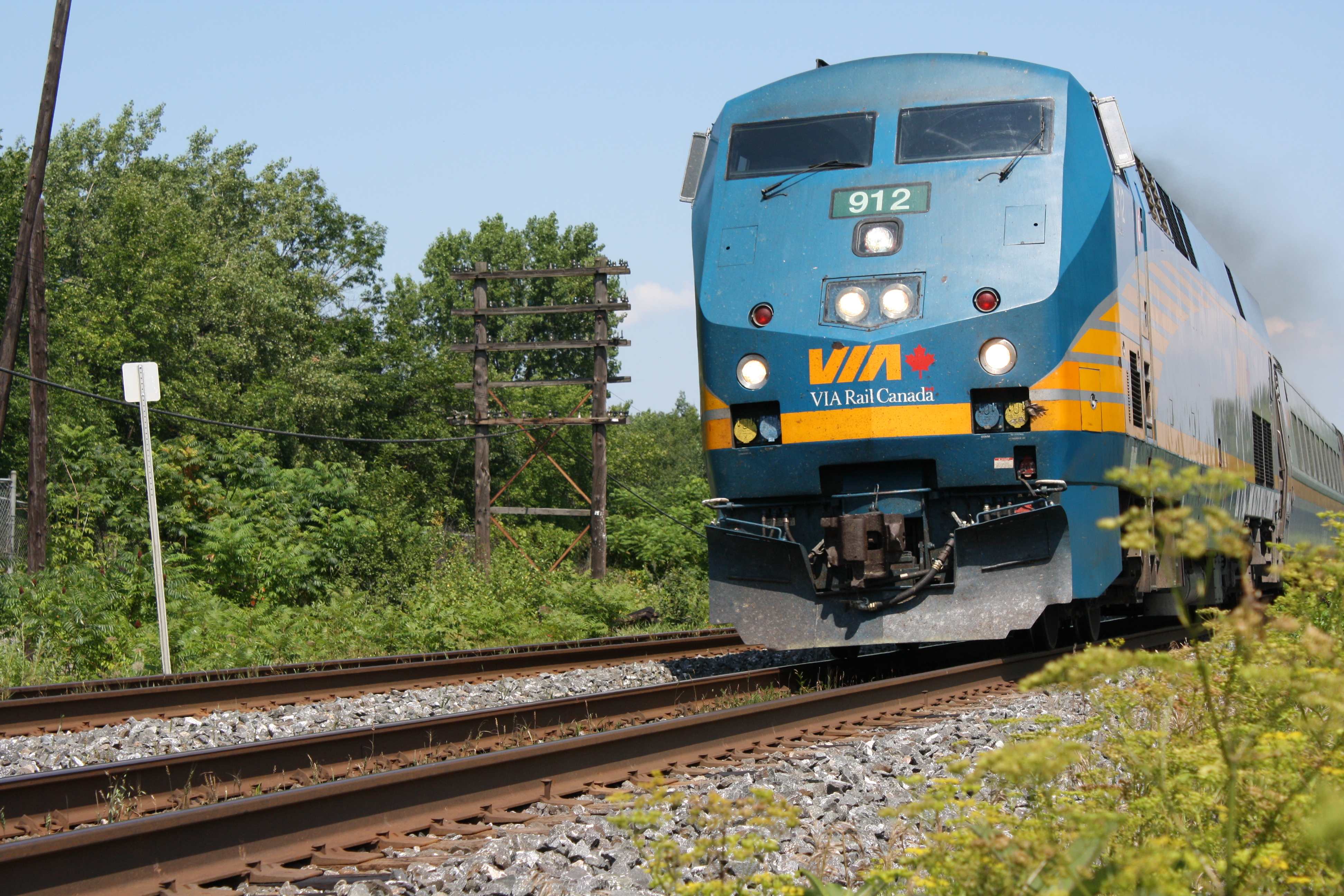
Via Rail P42DC # 912

La locomotora P42DC (GENESIS Serie I) es el modelo sucesor de la P40DC. Tiene una potencia motriz de 4250 caballos (4308,9 CV) a 1047 rpm, o de 3550 caballos (3599,2 CV) cuando se ejecuta en modo HEP (900 rpm) pero sin carga. Los caballos de tracción en el modo HEP disminuyen a un mínimo de 2525 caballos (2560,0 CV) al proporcionar los 800 kW de carga HEP al tren.
La P42DC tiene una velocidad máxima de 110 mph (177 km/h). El esfuerzo de tracción está declarado en 280,25 kN (63 002,7 lbf) de esfuerzo inicial y 169 kN (37 992,7 lbf) de esfuerzo continuo a 38 mph (61,2 km/h), con una potencia en las ruedas de 3850 caballos (3903,4 CV). 
Las P42DC se utilizan principalmente en la mayoría de los servicios ferroviarios de larga distancia y de alta velocidad de Amtrak fuera de los corredores del noreste y la parte baja de los corredores del Empire. Serán reemplazadas en el servicio de larga distancia por 75 locomotoras Siemens ALC-42 Charger entre 2021 y 2024, pero permanecerán en servicio en los trenes del corredor. 
Via Rail Canadá ha utilizado locomotoras P42DC desde 2001, cuando reemplazaron a las locomotoras LRC. Actualmente están en servicios con velocidades de hasta 100 mph (160,9 km/h), principalmente en el corredor ferroviario de la ciudad de Quebec-Windsor.

### P32AC-DM

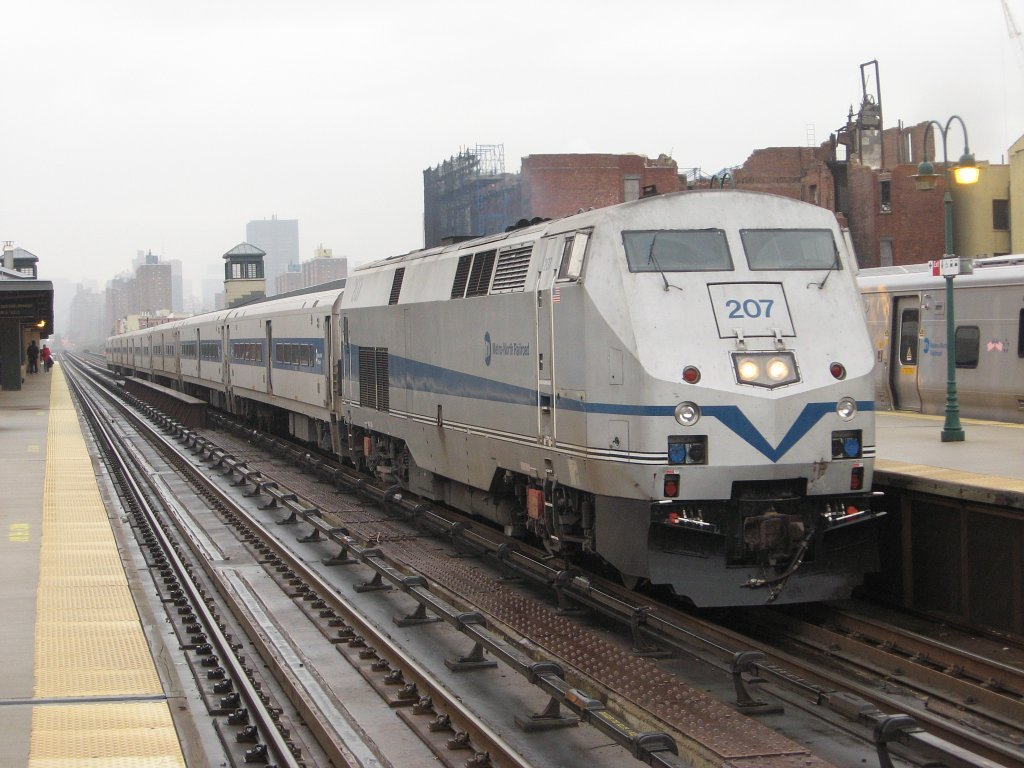
Metro-North P32AC-DM # 207 en 2007

Las P32AC-DM (GENESIS Serie II, abreviatura de "Passenger, 3200hp, Alternating Current, Dual Mode") fueron desarrolladas para Amtrak y Metro-North. Pueden operar con energía generada por el motor principal diésel a bordo o con la energía suministrada por un sistema de electrificación de tercer carril a 750 voltios de corriente continua. Dispone de una potencia de 3200 caballos (3244,4 CV), 2900 caballos (2940,2 CV) cuando se suministra energía elecetrica a los sistemas deun tren, y está diseñado para una velocidad máxima de 110 mph (177 km/h). El esfuerzo de tracción es de 275,8 kN (62 002,3 lbf) en el aranque desde 0 mph (0 km/h) hasta 14 mph (22,5 km/h) y de 113,43 kN (25 500,1 lbf) de esfuerzo continuo a 40 mph (64,4 km/h), con una potencia en las ruedas de 2700 caballos (2737,4 CV).
La P32AC-DM es un diseño único, ya que está equipada con motores de tracción GEB15 de CA (corriente alterna) de GE, en lugar de motores de CC (corriente continua) como se utilizan en los otros subtipos. También es solo una de las dos locomotoras electro-diesel estadounidenses modernas con capacidad para tomar corriente de un tercer carril, junto con la EMD DM30AC operada por el Ferrocarril de Long Island. NJ Transit y la locomotora electro-diésel Bombardier ALP-45DP de Exo utilizada por la Agence Métropolitaine de Transport pueden operar tomando corriente de una catenaria aérea.
El modelo solo se usa en servicios que operan al norte de la ciudad de Nueva York, donde las emisiones de humo generadas por las máquinas diésel cuando pasan a través de sus dos estaciones terminales principales completamente cerradas están prohibidas. El tipo opera en los servicios Empire Service, Ethan Allen Express, Lake Shore Limited (sección de Nueva York), Adirondack y Maple Leaf de Amtrak. Las P32AC-DM a veces se cambian por las P42DC o al revés en los trenes en dirección sur en Albany, debido a que el requisito del P32AC-DM solo se aplica a la sección de la ruta al sur de Albany, y debido a la mayor potencia de las P42DC.
Los trenes push-pull de Metro-North hacia y desde la Grand Central Terminal también utilizan unidades P32AC-DM. Actualmente hay 31 locomotoras P32AC-DM en Metro-North, de las cuales cuatro son propiedad del Departamento de Transporte de Connecticut y están pintadas en el esquema 'McGinnis' del Ferrocarril de New Haven.
La toma de corriente inferior se utiliza en el tercer riel que se extiende hacia la Penn Station para las unidades de Amtrak y hacia la Grand Central Terminal para las locomotoras de Metro-North.
Todos los modelos P32AC-DM, a diferencia de las P40DC y P42DC, carecen de la puerta en la parte trasera de la locomotora que normalmente conduciría al siguiente coche, lo que imposibilita el acceso a la locomotora desde cualquier elemento de material remolcado. Otra característica única es que las dos rejillas de ventilación inferiores cerca de la parte trasera de la locomotora son más grandes que las de las P40 y P42. Además, las unidades P32AC-DM de Metro-North cuentan con una escotilla de salida de emergencia en la parte delantera, debido a los espacios reducidos en el túnel de Park Avenue que hacen imposible la evacuación de la tripulación de la máquina a través de las puertas laterales. Algunas de las unidades P32AC-DM de Amtrak se modernizaron con estas escotillas de salida durante el desvío de 2018 desde Penn Station a Grand Central.[cita requerida]
En diciembre de 2020, la junta de la Autoridad Metropolitana del Transporte de Nueva York aprobó un contrato de 335 millones de dólares financiado por la Administración Federal de Transporte para 27 locomotoras de modo dual, basadas en el diseño del cargador de Siemens. Las nuevas locomotoras de modo dual reemplazarán a las 27 locomotoras P32AC-DM existentes que se utilizan en las líneas de Hudson, Harlem y Danbury del Metro-North; y utilizarán la energía eléctrica del tercer carril para acceder a la Grand Central Terminal. El pedido incluye opciones adicionales para hasta 144 locomotoras más, con 32 adicionales para Metro-North, 20 para el Departamento de Transporte del Estado de Nueva York (para trenes Amtrak Empire Service) y 20 para el Departamento de Transporte de Connecticut.

## Propietarios originales
| Ferrocarril             | Modelo   | Cantidad | Números de carretera | Notas |
| ----------------------- | -------- | -------- | -------------------- | --- |
| Amtrak                  | P40DC    | 44       | 800-843              | 15 unidades actualizadas a las especificaciones P42DC permanecen en servicio; 29 unidades vendidas o desguazadas. |
| Amtrak                  | P42DC    | 207      | 1-207                | |
| Amtrak                  | P32AC-DM | 18       | 700-717              | Utilizadas en el Empire Corridor entre Albany y New York Penn. |
| Ferrocarril Metro–North | P32AC-DM | 31       | 201-231              | Modo dual para operar en la Grand Central Terminal. Las locomotoras 201–227 portan los colores de Metro-North, mientras que las 228-231 son propiedad del Departamento de Transporte de Connecticut y tienen el esquema de pintura tradicional "New Haven" |
| VIA Rail                | P42DC    | 21       | 900-920              | |